# Movimientos sacádicos
Un movimiento sacádico es un movimiento rápido del ojo, la cabeza u otra parte del cuerpo de un animal o dispositivo. También puede referirse a un desplazamiento rápido de una señal emitida, u otro cambio rápido.

## Movimiento ocular sacádico
La finalidad de los movimientos sacádicos puede ilustrarse mediante el ojo. Los humanos no miran una escena de forma estática por lo general. En vez de esto, los ojos se mueven, buscando partes interesantes de una escena y construyendo un mapa mental referente a ella. En el ojo humano, una razón para la existencia de las sacadas es que sólo la parte central de la retina, la fóvea, tiene una alta concentración de células fotorreceptoras sensibles al color, los conos.  El resto de la retina está tapizado básicamente por bastones, células fotosensibles monocromáticas, especialmente buenas en la detección del movimiento. Por esto, la fóvea es la parte de la retina encargada de la visión en alta resolución.
Moviendo el ojo de forma que pequeñas partes de la escena puedan ser advertidas con mayor resolución, se pueden optimizar los recursos del cuerpo. Si toda la escena fuera vista en alta resolución, el diámetro del nervio óptico sería incluso mayor que el del propio globo ocular.  Por esto, un procesado de toda la escena en alta resolución requeriría además un cerebro varias veces superior al actual.
La dinámica del movimiento sacádico da cuenta de la complejidad del mecanismo que controla el movimiento del ojo. La velocidad angular máxima que se da durante un movimiento sacádico puede ser de hasta 1000 grados/s. Una sacada típica dura entre 20 y 200 milisegundos.
La duración de la sacada depende de su amplitud. Dicha amplitud es la distancia angular que el ojo necesita recorrer durante una sacada en concreto. Para amplitudes de hasta 60 grados, dicha duración varía linealmente con la amplitud. En este rango, la velocidad máxima de una sacada depende de su amplitud. En sacadas mayores de 60 grados, la velocidad máxima es constante a la máxima alcanzable por el ojo. Por esto, la duración de estas sacadas no depende linealmente de la amplitud.

### Microsacadas
Además de los movimientos sacádicos descritos arriba, el ojo humano está constantemente en un estado de vibración, oscilando adelante y atrás a un ritmo de unas 60 veces por segundo. Estas microsacadas son movimientos de poca amplitud, aproximadamente 20 segundos de arco por movimiento, y son completamente imperceptibles en condiciones normales.
Este tipo de movimiento sirve para actualizar la imagen proyectada en los bastones y en los conos de la retina.  Sin estas microsacadas, mirar fijamente a un punto provocaría un cese de los estímulos enviados al cerebro, ya que los bastones y los conos sólo responden a cambios en la luminancia.

### Enmascaramiento sacádico
Es una creencia común, pero falsa, que durante la sacada no se transmite información vía nervio óptico al cerebro. La investigación ha mostrado que durante las sacadas, el brillo y el contraste se conservan bien, incluso en la detección de modulaciones en frecuencias espaciales pequeñas. Sin embargo, también es cierto que las modulaciones en las frecuencias espaciales altas son eliminadas cuando van asociadas con las sacadas. Este fenómeno, conocido como enmascaramiento sacádico o supresión sacádica, se sabe que tiene lugar en los momentos previos a un movimiento sacádico del ojo, sugiriendo por tanto que hay un motivo neurológico detrás, más que una función puramente mecánica u óptica.
Una persona puede observar el efecto de enmascaramiento sacádico situándose a 45 cm de un espejo y observando su ojo derecho, luego su ojo izquierdo, luego volviendo al ojo derecho y sucesivamente.  No se verá el movimiento de los ojos, pero tampoco existirá la sensación de que el nervio óptico ha interrumpido momentáneamente la transmisión de información al cerebro. Debido al enmascaramiento sacádico, el sistema ojo/cerebro no sólo oculta el movimiento del ojo, sino además oculta que haya ocultado algo.

## Fisiología comparada
En las aves, el movimiento sacádico tiene una función diferente, o al menos adicional. La retina aviar está altamente desarrollada. Es más gruesa que la de los mamíferos, y tiene una tasa metabólica superior, pero tiene poca irrigación vascular. Las células de la retina deben obtener los nutrientes mediante un mecanismo de difusión desde la coroides y el humor vítreo. El pecten es una estructura especializada en la retina de las aves, altamente vascularizada y que se proyecta en el interior del humor vítreo. Se ha observado experimentalmente que durante los movimientos sacádicos (que ocupan un 12% del tiempo total de visión de las aves), el pecten actúa como un agitador, difundiendo los nutrientes hacia la retina. Por tanto, en las aves, el movimiento sacádico aparentemente tiene una función importante en la nutrición y la respiración retinal.
- Datos: Q369503
- Multimedia: Saccade / Q369503